# Protéines alternatives

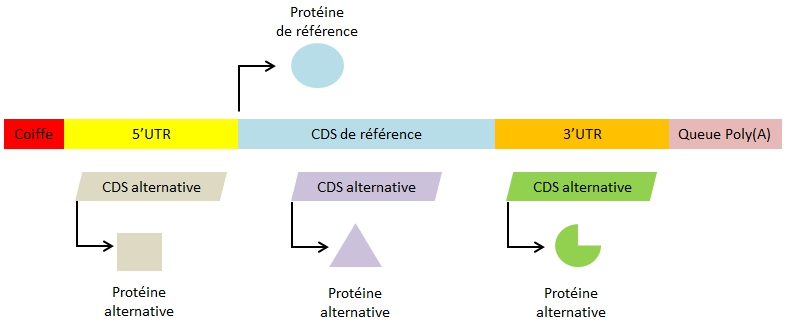
Un ARNm mature unique peut produire plusieurs protéines différentes par l'utilisation de « séquences codantes (CDS) alternatives ».

Les protéines alternatives sont des protéines traduites à partir de séquences codantes alternatives localisées dans les ARNm matures ou les ARN annotés comme non codants.

## Rappels sur la biosynthèse des protéines
Les protéines sont des molécules essentielles à la vie ; elles sont synthétisées à partir de gènes codant des protéines, en deux étapes : la transcription et la traduction.
La transcription permet la synthèse d'ARN pré-messagers qui subissent un certain nombre de modifications pour donner des ARNm matures. Dans les ARNm, la région codante ou séquence codante (aussi appelée CDS pour Coding DNA Sequence), code une protéine spécifique.

## Nouveauté et enjeux scientifiques et médicaux
Concernant les eucaryotes, le dogme actuel de la biologie moléculaire associe une seule séquence codante à chaque ARNm mature, et donc une seule protéine. Cette séquence codante est appelée « séquence codante de référence » et la protéine correspondante est appelée « protéine de référence ». Mieux comprendre les principes régissant la synthèse de ces protéines, les maladies qui pourraient leur être liées et leur rôle dans la biodiversité et l'évolution sont des enjeux nouveaux pour la médecine et la biologie.
Les « protéines de référence » sont répertoriées dans des bases de données telle que Uniprot.
Il existe des séquences codantes  alternatives différentes des séquences codantes de référence. Ces séquences codantes alternatives codent des « protéines alternatives ». Ainsi, un seul ARNm mature pourrait coder plusieurs protéines, et non pas une seule.
Le protéome, c'est-à-dire l'ensemble des protéines exprimées dans une cellule, serait donc beaucoup plus complexe que le nombre d'ARNm matures.

## Localisation des « séquences codantes alternatives »
Ces séquences peuvent être localisées dans différentes régions de l'ARNm. Elles peuvent être présentes dans les trois cadres de lecture des régions non traduites ou 5'-UTR (de l'anglais 5' UnTranslated Region) et 3'-UTR (de l'anglais 3' UnTranslated Region), ou bien chevaucher la séquence codante de référence dans les cadres de lecture +2 et +3. 
En effet, par définition, la séquence codante de référence est située sur le cadre de lecture +1.
Les séquences codantes alternatives peuvent aussi être présentes dans les ARN annotés comme "non codants". 

## Protéines alternatives et diversité protéique
Chez les eucaryotes, l'épissage alternatif permet la production de plusieurs ARNm matures à partir d'un seul ARN pré-messager, et les séquences codantes peuvent varier entre les différents ARNm matures. Un gène peut ainsi coder plusieurs protéines. Si les protéines produites à partir d'un gène sont différentes mais qu'elles conservent entre elles des grandes régions identiques, on les qualifie d'isoformes.
Les protéines alternatives sont entièrement différentes des protéines de référence ; elles ne sont donc pas des isoformes des protéines de référence,.

Le nombre de séquences codantes alternatives est de 83886 chez l'espèce humaine, 82305 chez la souris, et 5019 chez la levure. La contribution des protéines alternatives à la diversité protéique pourrait donc être très importante.

## Détection des protéines alternatives
Avant le développement et l'utilisation de la protéomique, seul un petit nombre de protéines alternatives humaines ont pu être détectées.
Certaines sont associées à des gènes impliqués dans des maladies neurodégénératives,. La protéomique permet désormais de détecter l'expression des protéines alternatives à grande échelle,,.

## Médiatisation
La découverte et la détection des protéines alternatives ont d'abord fait l'objet d'articles scientifiques puis ont été mentionnées dans des articles de vulgarisation ainsi que dans la presse (ex : La Tribune,, Sherbrooke Innopole,). Le protéome alternatif s'est aussi mérité le titre d'une des 10 découvertes de l'année 2013 par le magazine Québec Science.